# Termiz
Termiz (ehemalige kyrillische Schreibweise Термиз; russisch Термез Termes; von persisch ترمذ, DMG Termeẕ), auch als Termez transkribiert, ist eine kreisfreie Großstadt im Süden Usbekistans und Hauptstadt der Viloyat Surxondaryo und des Bezirks Termiz mit 140.404 Einwohnern (Stand 1. Januar 2005).

## Lage und Stadtbild
Die Stadt befindet sich an der Mündung des Surxondaryo am Nordufer des Flusses Amudarja, der Afghanistan und Usbekistan voneinander trennt. Die zu dem afghanischen Grenzort Hairatan führende Brücke der Freundschaft ist die einzige Landverbindung zwischen den beiden Ländern.
Termiz liegt auf 302 m Höhe über dem Meeresspiegel. Die Stadt verfügt über einen Bahnhof, einen internationalen Flusshafen und einen Flughafen. Die wenigen Industriebetriebe betreiben Baumwollverarbeitung und Lebensmittelproduktion.

## Geschichte
Termiz ist mehr als 2500 Jahre alt. Eine alte Siedlung aus der gräko-baktrischen Zeit (drittes bis zweites Jahrhundert v. Chr.) befand sich auf dem Territorium der heutigen Stadt. Kara Tepe, der Ort der wichtigsten archäologischen Funde, war als Zentrum der buddhistischen Kultur zu Zeiten der Kuschana (erstes bis zweites Jahrhundert) in Usbekistan berühmt.
Als die Araber im siebten bis achten Jahrhundert kamen, wurde die Stadt Zentrum einer anderen Religion, der des Islams. Während der Herrschaft von Amir Timur gedieh die Stadt noch mehr, doch am Ende des 17. Jahrhunderts wurde sie zerstört. Doch auch heute sieht man noch viel von der farbigen, kosmopolitischen Vergangenheit der Stadt.
Im Jahre 1897 wurde das heute bekannte Termiz im Rahmen der russischen Kolonisation als Garnisonsstadt wieder aufgebaut. Zu der Zeit gehörte das Gebiet zu Turkestan. Da im Bereich der Stadt Öl gefunden wurde, zog sie 1917 schon sehr schnell das Interesse der Revolutionäre auf sich, und ansässige Landbesitzer wurden sogleich enteignet.

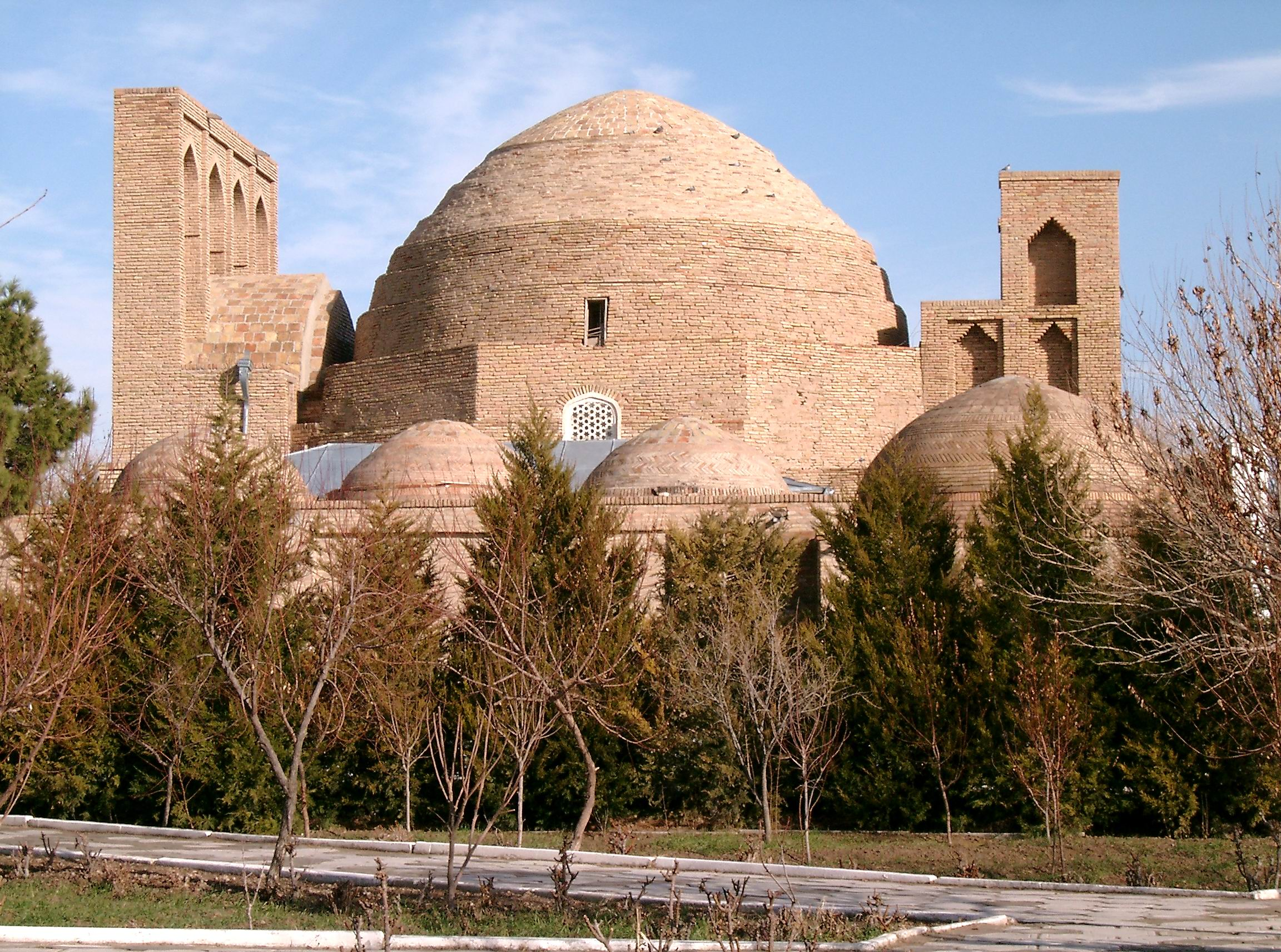
al-Hakīm at-Tirmidhī-Mausoleum

Folgende historische und architektonische Monumente befinden sich in Termiz:
- Kyrk-Kyz (außerhalb der Stadt – Palast, Landsitz) (9.–14. Jahrhundert)
- Palast der Termezer Herrscher (11.–12. Jahrhundert)
- Mausoleum des al-Hakīm at-Tirmidhī (10.–15. Jahrhundert)
- Architektonisches Ensemble Sultan-Saodat (10.–18. Jahrhundert)
- Kokildora Mausoleum-Khanaka (16. Jahrhundert)
- Kara-Tepe Kloster (2.–4. Jahrhundert)
- Fayaz-Tepe Kloster (1.–3. Jahrhundert)
- Surmala-Turm (1.–3. Jahrhundert)

Während des Afghanistankrieges von 1979 bis 1989 war die Stadt ein wichtiger Transitpunkt der Sowjetarmee. Zu dieser Zeit waren über 100.000 Soldaten aller Truppengattungen in der Stadt stationiert. Noch heute beheimatet Termiz ca. 10.000 Soldaten der usbekischen Streitkräfte.
Am Flughafen Termiz befand sich von Februar 2002 bis Dezember 2015 der Strategische Lufttransportstützpunkt Termez der Bundeswehr. Hier wurden zeitweise alle Truppen- und Nachschubtransporte für den Bundeswehreinsatz in Afghanistan, vor allem im Rahmen der ISAF-Mission, abgewickelt.

## Verkehr

### Luft
Die Stadt besitzt einen internationalen Flughafen.

### Schiene
Im Bahnhof von Termiz treffen vier Strecken aufeinander:
- Bahnstrecke Duschanbe–Termiz aus Tadschikistan
- Bahnstrecke Kulob–Termiz aus Tadschikistan
- Bahnstrecke Taschkent–Türkmenabad (Turkmenistan)–Termiz
- Bahnstrecke Termiz–Masar-e Scharif, Ausbau zur Bahnstrecke Termiz–Kharlachi geplant.

Termiz wird von der staatlichen Usbekischen Eisenbahn (Oʻzbekiston Temir Yoʻllari) mit anderen Städten verbunden, einige als Nachtzugverbindungen, darunter
- nach Taschkent (Zug-Nr. 379/380)
- nach Duschanbe und Konibodom (Zug-Nr. 367/368)
- nach Qarshi, die nächste, 325 km nördlich gelegene usbekische Stadt
- nach Mazar-i-Sharif in Afghanistan (Bahnstrecke Termiz–Masar-e Scharif), seit 2010, nur Güterzüge

## Kultur

### Museen
- Archäologisches Museum
- Museum für Ethnologie: Das Gebäude ist eines der ältesten der Stadt, das von 1895 bis 1905 erbaut wurde; das Museum wurde aber erst 1933 gegründet. Dort kann man u. a. Schmuck und eine Jurte besichtigen.[3]
- Im örtlichen Puppentheater sind Bilder des Künstlers Ro'zi Choriyev ausgestellt.

### Sport
Der usbekische Erstligist Surkhon Termez ist in der Stadt beheimatet. Sein Heimstadion ist das Alpamisch-Stadion mit 6.000 Plätzen.

## Persönlichkeiten
- al-Hakīm at-Tirmidhī (zwischen 820 und 830 – zwischen 905 und 930), islamischer mystischer Denker und Schriftsteller
- Muhammad ibn ʿĪsā at-Tirmidhī (825–892), Traditionarier und Verfasser einer der kanonischen Traditionssammlungen im islamischen Schrifttum
- Lew Iwanowitsch Rownin (1928–2014), sowjetisch-russischer Geologe, Minister und Hochschullehrer
- Alexander Judin (1949–1986), Radrennfahrer
- Waleri Michailowitsch Chalilow (1952–2016), Dirigent, Komponist und Volkskünstler Russlands
- Sitora Hamidova (* 1989), Langstreckenläuferin

## Klimatabelle
|                       | Jan  | Feb  | Mär  | Apr  | Mai  | Jun  | Jul  | Aug  | Sep  | Okt  | Nov  | Dez  |   |      |
| Mittl. Tagesmax. (°C) | 7,9  | 11,5 | 17,5 | 25,3 | 32,0 | 37,8 | 39,8 | 38,4 | 32,6 | 25,7 | 17,2 | 10,4 | ⌀ | 24,7 |
| Mittl. Tagesmin. (°C) | −2,7 | −0,1 | 5,1  | 11,0 | 15,8 | 19,2 | 21,0 | 19,1 | 12,8 | 7,3  | 2,5  | −0,7 | ⌀ | 9,2  |
|                       |      |      |      |      |      |      |      |      |      |      |      |      |   |      |
| Niederschlag (mm)     | 23   | 20   | 38   | 26   | 11   | 1    | 0    | 0    | 0    | 3    | 9    | 17   | Σ | 148  |
|                       |      |      |      |      |      |      |      |      |      |      |      |      |   |      |
| Sonnenstunden (h/d)   | 4,5  | 5,1  | 6,1  | 8,2  | 10,8 | 12,5 | 12,4 | 11,7 | 10,5 | 8,3  | 6,5  | 4,5  | ⌀ | 8,4  |
|                       |      |      |      |      |      |      |      |      |      |      |      |      |   |      |
| Regentage (d)         | 5    | 3    | 6    | 4    | 2    | 0    | 0    | 0    | 0    | 0    | 2    | 4    | Σ | 26   |
|                       |      |      |      |      |      |      |      |      |      |      |      |      |   |      |
| Luftfeuchtigkeit (%)  | 79   | 74   | 66   | 60   | 47   | 40   | 34   | 33   | 39   | 50   | 62   | 75   | ⌀ | 54,8 |

| −2,7 |

| −0,1 |

| 5,1 |

| 11,0 |

| 15,8 |

| 19,2 |

| 21,0 |

| 19,1 |

| 12,8 |

| 7,3 |

| 2,5 |

| −0,7 |

| −2,7 |

| −0,1 |

| 5,1 |

| 11,0 |

| 15,8 |

| 19,2 |

| 21,0 |

| 19,1 |

| 12,8 |

| 7,3 |

| 2,5 |

| −0,7 |